# 부천 판타스틱스튜디오

2011년 1월 9일 부천 판타스틱스튜디오

《부천 판타스틱스튜디오》는 대한민국 경기도 부천시 영상문화 산업단지 내에 있는, 1920년대부터 1970년대 당시 서울특별시의 모습을 재연한 촬영세트장이다. 2002년 3월에 완공되었으며 면적은 39,000 m2이다.

## 제작 및 운영
SBS 아트텍에서 세트장 제작을 맡아 오픈세트장 건립을 목적으로 만들어졌다. 건물은 200여 동으로 이루어져 있으며 주요 건물로는 서울종로경찰서, 보신각, 화신백화점, 우미관, 명동, 길이 127m 폭 13m의 청계천, 수표교와 장통교, 광교, 노면 전차 2대와 250m 길이의 레일 등을 실제 크기의 50∼80% 비율로 제작했다.
민간 운영(2002년~2004년). 그러다 2004년부터 부천시문화재단이 인수해서 촬영대관료와 관람료로 운영하다가
이후 시설의 노후화 문제로 2011년 8월 4일 폐쇄하였다.
2012년 봄, 이 세트장 화재. 그 해 초여름, 그 자리에 야인 시대 문화 동산이 생겼고 옆에 캠핑장이 들어섰다.
2019년 후기, 야인 시대 캠핑장이 없어졌고 그 자리는 개발 중이다.

## 같이 보기
- 야인시대
- 아인스월드